# 最高執行責任者
最高執行責任者（さいこうしっこうせきにんしゃ、アメリカ英語: chief operating officer または chief operations officer、略語: COO）は、アメリカ合衆国内の法人において理事会（法人が会社の場合は取締役会）(board of directors) の指揮の下で法人の事業運営に関する業務執行を統括する役員、執行役員または執行役（officer または executive officer）の名称、もしくは最高執行責任者として選任された人物のことである。
最高執行責任者は、事業運営担当役員 (director of operations または operations director)、事業運営担当の副理事長または副社長 (vice-president of operations)、エグゼクティブ・ディレクター (executive director) 等の職務を兼任することがある。

## 概要
最高執行責任者（COO）は、アメリカ合衆国内における法人の役員 (officer)で、一般に理事会（法人が会社の場合は取締役会）によって選任されるが、定款の定めにより、社員総会（法人が株式会社の場合は株主総会）で選任する場合もある。理事会または取締役会はいつでもCOOを解任することができるとされる。
COOの職務は理事会または取締役会による指揮および最高経営責任者 (CEO) による統括 の下で、法人 (corporation)の日々の事業運営、営利法人においては特に営業活動に関する業務執行を統括し責任を負うとされる。
米国法律協会 (American Law Institute, ALI)による「企業統治の原則：分析と勧告」(Principles of Corporate Governance: Analysis and Recommendations) において、法人の最高執行責任者 (chief operating officer) は主要上級執行役員 (Principal Senior Executive)に分類されている。
実際の業務内容として日本の営業部長と重なることが多い。ただし流通業を営む会社ではマーケティング部門や広報部門も含めて統括し、製造業を営む会社においては製造部門、技術開発部門を統括する、出版業を営む会社では編集長がCOOにあたるなど、それぞれの法人の営業の中核が何であるかでその業務の内容が変わる。よってCOOは単なる販売部の部長ではない。一方でCEOは営業だけでなく総務、財務、法務、会計などの法人のすべての業務執行を統括する。
CEOやCOOは会社の所有者である株主の代表である取締役会と、取締役会から法人の業務執行を委任される業務執行役員を分離するという流れの中で生まれた役員であり、
COOの職務が理事または取締役 (director) の職務と明確に区別される点において、理事または取締役 (director) との役割分担が曖昧な会長 (chair of the board) や理事長または社長 (president) などの米国の伝統的な法人の役員 (officer) とは異なるが、営利法人では取締役会長（または社長）がCEOを、社長（または副社長）がCOOを兼任する場合が多い。法人を設立した国や州によっては役員 (officer) の名称に規定がないため社長 (president) を置かないでCOOを置く場合もある。CEOとは別の役員 (officer) が就くことが多いが、CEOとCOOを兼任する場合もある。特に日本においてはCOOを置かず、CEOがその役割を兼ねる場合が多い。
従来、日本国にはCOOの権限や責任を規定する法律はなく、法人の内部的職制の名称でしかなかったが、株式会社の監査等に関する商法の特例に関する法律（商法特例法）の改正法が2003年4月施行されたことにより委員会設置会社制度（当時は委員会等設置会社）ができ、新たに法的に取締役とは分離して会社の業務を執行する執行役と、会社の代表権を持った執行役である代表執行役（現在の会社法にも引き継がれている）が設けられた事により、COOは、この執行役または代表執行役とほぼ同義であると考えられる。これにより、「代表執行役社長兼最高執行責任者」等、法的根拠のあるCOOを会社に設置することが可能になった。
尚、例外的ではあるが、ソニーのように事業分野ごとに異なるCOOを置く企業もある。

## 関連用語
- 役員 (会社)
- 最高経営責任者（CEO）
- 最高執行責任者（COO）
- 最高財務責任者（CFO）
- 最高技術責任者（CTO）
- 最高戦略責任者（CSO）
- 最高情報責任者（CIO）
- 最高知識責任者（CKO）
- 最高インパクト責任者（CHIMPO）